# Cerne (rivière)
Pour les articles homonymes, voir Cerne.
La Cerne est une rivière du Dorset en Angleterre et un affluent de la Frome dans le bassin de la Severn par l'Avon (Bristol).

## Géographie
Sa longueur est d'environ 18 kilomètres. Elle prend sa source dans les collines de craie des Dorset Downs, à  Minterne Magna. Son cours s'étend dans une vallée et elle traverse les localités de Cerne Abbas et de Charminster avant de se jeter dans la Frome, à Dorchester.